# Лю Дацзе
Лю Дацзе́ (кит. трад. 劉大杰, упр. 刘大杰, пиньинь Liú Dàjié, псевдонимы Сю Ши (кит. 修士, пиньинь Xiūshì) и Сян Цзюнь кит. 湘君, пиньинь Xiāng jūn), 1904 —  26 ноября 1977) — китайский поэт, писатель, литературовед.

## Биография
Родился в 1904 году в Шанхае. Учился в Уханьском университете под руководством Юйя Дафу. После окончания стажировался в Японии, на Факультете литературы Университета Васэда. После начала Второй мировой войны, в декабре 1941 попал в японскую тюрьму. С 1948 года был профессором в Цзинаньском университете, в том же году стал деканом и опубликовал свой главный труд — «Историю китайской литературы». После слияния Цзинаньского университета с Фуданьским в 1949 году стал ректором. Был секретарем отделения Союза китайских писателей, членом комитета ВАРЛИ, вице-председателем Шанхайского комитета КРКДП. В январе 1975 года был избран делегатом Четвертого съезда Всекитайского собрания народных представителей. Умер в Шанхае 26 ноября 1977 года.

## Труды
По политическим мотивам, «История китайской литературы» редактировалась трижды и выходила в 1957, 1962 и 1973 годах. Оригинальное издание времен Китайской Республики не утратило своего научного интереса и было переиздано Издательством Фуданьского университета.
- 刘大杰。 中国文学发展史。 1962年。 переиздано 复旦大学出版社。 2006年。 ISBN 7309046250